# ولودیمیر شاران
ولودیمیر شاران (اوکراینی: Володимир Богданович Шаран؛ زادهٔ ۱۸ سپتامبر ۱۹۷۱) بازیکن فوتبال اهل اوکراین است.
از باشگاه‌هایی که در آن بازی کرده‌است می‌توان به باشگاه فوتبال کارپاتی لویو، باشگاه فوتبال دنیپرو، باشگاه فوتبال دینامو کی‌یف، و باشگاه فوتبال اوورلا اوژهورود اشاره کرد.
وی همچنین در تیم‌های ملی فوتبال اوکراین بازی کرده‌است.